# 马育华
马育华（1912年10月12日—1996年），男，广东海丰人，中国大豆遗传育种学家、生物统计学家，曾任中国遗传学会理事。